# تبرك
التبرك مصطلح إسلامي يقصد به كثرة الخير وثبوته ودوامه وأن البركة كلها لله ومنه فهو المبارك وهو واهب البركة ومن ألقى عليه بركته كان مباركا وكان سبب للبركة ويعتقد المسلمون أن مما يتبرك به من الأعيان على سبيل الخصوص الرسول محمد.

## صورالتبرك في الإسلام

### التبرك برسول الإسلام
عن أبي الدرداء قال: إنّ بلالاً ـ مؤذّن النبي محمد ﷺ ـ رأى في منامه رسول الله وهو يقول: ما هذه الجفوة يا بلال؟ أما آن لك أن تزورني يا بلال؟ فانتبه حزينا وجلاً خائفاً، فركب راحلته وقصد المدينة، فأتى قبر النبي محمد ﷺ فجعل يبكي عنده ويمرّغ وجهه عليه، فأقبل الحسن والحسين فجعل يضمّهما ويقبّلهما.
لكن الحديث محل جدل بين العلماء، فقد ضعفه الذهبي في سير أعلام النبلاء، وابن حجر في كتابه الميزان، والألباني في كتابه دفاعا عن الحديث النبوي
```
وجاء عن علي قال: قدم علينا أعرابي بعدما دفنّا رسول الله بثلاثة أيّام، فرمى بنفسه على قبر النبي وحثا من ترابه على رأسه وقال: يا رسول الله: قلتَ فسمعنا قولك، ووعيت عن الله فوعينا عنك، وكان فيما أنزل عليك: (ولو أنّهم إذ ظلموا أنفسهم جاؤوك) الاية. وقد ظلمت نفسي وجئتك تستغفر لي. فنودي من القبر: قد غفر لك
[
4
]
```

وكذلك هذا الحديث ليس بمسلم به على الإطلاق وممن قال: إنه لا يصح، محمد بن عبد الهادي في الصارم المنكي، وأبو المعالي محمود شكري الألوسي العراقي في كتابه غاية الأماني، ونسيب الرفاعي في كتابه التوصل إلى حقيقة التوسل
لذلك ذهب بعض علماء العقيدة من المسلمين أن التبرك بالذوات خاص بجسد الرسول وليس بقبره. قال الشاطبي في كتابه الاعتصام: وإذا لم يترك النبي بعده في الأمه أفضل من أبي بكر الصديق ثم عمر بن الخطاب ثم عثمان بن عفان ثم علي بن أبي طالب، ثم سائر الصحابة الذين لاأحد أفضل منهم في الأمة، ثم لم يثبت لواحد منهم طريق صحيح معروف أن متبرك تبرك به على أحد تلك الوجوه أو نحوها، بل اقتصروا فيهم على الاقتداء بالأفعال والأقوال والسير التي اتبعو فيها النبي فهو إذا إجماع منهم على ترك تلك الأشياء..فعلى هذا المأخذ لا يصح لمن بعده الاقتداء به في التبرك على أحد تلك الوجوه ونحوها ومن اقتدى به كان اقتداؤه بدعة.

### التبرك بشعر وعرق النبي محمدﷺ
- عن عثمان بن عبد الله بن موهب قال: «أرسلني أهلي إلى أم سلمة بقدح من ماء - وقبض إسرائيل ثلاث أصابع - من فضة، فيه شعر من شعر النبي، وكان إذا أصاب الإنسان عين أو شيء بعث إليها مخضبه، فاطلعت في الجلجل، فرأيت شعرات حمرا».[7]
- عن عبد الله بن أحمد بن حنبل عن أبيه قال: «رأيت أبي يأخذ شعرة من شعر النبي فيضعها على فيّه يقبلها، وأحسب أني رأيته يضعها على عينه، ويغمسها في الماء ويشربه يستشفي به. ورأيته أخذ قصعة النبي فغسلها في حبّ الماء ثم شرب فيها، ورأيته يشرب من ماء زمزم يستشفي به ويمسح به يديه ووجهه».[8]
- عن عبد الله بن أبي طلحة عن أنس بن مالك قال: «كان النبي يدخل بيت أم سليم فينام على فراشها وليست فيه. فجاء ذات يوم فنام على فراشها. فأتيت فقيل لها: هذا النبي نام في بيتك على فراشك. قال: فجاءت وقد عرق، واستنقع عرقه على قطعة أديم على الفراش. ففتحت عتيدتها فجعلت تنشف ذلك العرق فتعصره في قواريرها. ففزع النبي فقال: ما تصنعين يا أم سليم؟! فقالت: يا رسول الله! نرجو بركته لصبياننا. قال: أصبت»[9]

### التبرك بمنبر وقبر النبي محمدﷺ
سأل عبد الله بن احمد أبيه الامام احمد بن حنبل عن التبرك بقبر النبي ومسة وتقبيلة على نحو التقرب الى الله عز وجل فقال : لا بأس بذلك

وروى علماء مسلمون روايات تتناول تبرك السلف الأوائل بمنبر رسول الإسلام محمد ﷺ، ومن هذه الروايات ما ذكره القاضي عياض في كتابه الشفا: «رؤي ابن عمر رضي الله عنهما واضعًا يده على مقعد النبي من المنبر ثم وضعها على وجهه. وعن أبي قسيط والعتبي كان أصحاب النبي إذا خلا المسجد حسوا رمانة المنبر التي تلي القبر بميامينهم ثم يستقبلون القبلة يدعون»

## صورالتبرك عند الاُمم السالفة من خلال الإسلام
إنّ ظاهرة التبرك بآثار الأنبياء معروفة حتّى عند الاُمم التي سبقت الإسلام، والتي تتضمن التبرّك بثياب اُولئك الأنبياء وبقاياهم، فمن أمثلة التبرّك عند الاُمم السابقة تبرّك النبيّ يعقوب بقميص ابنه النبي يوسف، ﴿اذْهَبُوا بِقَمِيصِي هَذَا فَأَلْقُوهُ عَلَى وَجْهِ أَبِي يَأْتِ بَصِيرًا وَأْتُونِي بِأَهْلِكُمْ أَجْمَعِينَ ۝٩٣﴾ وقد امتثل إخوة يوسف لأمره، فجاؤوا بقميصه وألقوه على وجه أبيه الذي كان قد فقد بصره حزناً على فراق ولده يوسف، فجعل الله قميص يوسف سبباً لارتداد بصر أبيه يعقوب بحسب ما أورد ذلك القرآن، فكان ذلك من قدرة الله وبركة ذلك القميص بحسب ما يتقده المسلمون، فهم يرون أنّ الله يقدر أن يرد بصر يعقوب دون حاجة إلى إلقاء ذلك القميص على وجهه، ولكن لله حكمة في جعل بعض الأشياء المباركة سبباً لتحقّق الغاية.